# Suze ter Gast-Rosse
Bertha Suzanna (Suze) Rosse (Den Haag, 1 september 1884 - Den Haag, 17 april 1968) was een Nederlandse portret- en landschapschilder, aquarellist en decoratieontwerpster, actief van 1899 tot 1968.

## Leven en werk

### Jonge jaren
Bertha Suzanna Rosse was de dochter van Carl Heinrich Hermann Richard Joseph Rosse (beeldend kunstenaar) en Jacoba Suzanna de Haan (schilderes). Haar broer was architect, kunstenaar en hoogleraar Herman Rosse.
Haar vader voerde van 1882 - 1884 samen met Abraham Frans Gips een kunsthandel in Schiedam en vervolgens aan het Noordeinde 148 te Den Haag. Kort daarop verdween hij spoorloos; er is nadien nimmer meer iets van hem vernomen. In 1903 werd door de rechtbank “rechtsvermoeden van overlijden” uitgesproken. Haar moeder hertrouwde op 18 mei 1893 te Den Haag met decoratieschilder Eliza van Rij.

### Huwelijk en opleidingen
In september 1907 begon Rosse een éénjarige opleiding aan de School voor Bouwkunde, Versierende Kunsten en Kunstambachten te Haarlem. Zij was daar leerlinge van o.a. Samuel Jessurun de Mesquita. Hier ontmoette zij haar latere echtgenoot Frans ter Gast (1880 - 1970).

Tussen oktober 1908 en oktober 1910 studeerde zij aan het The Royal College of Art (South Kensington) en schreef zij zich daarna in bij de Academie van Beeldende Kunsten te Den Haag en behaalde de LO-akte tekenen.
Op 12 januari 1911 trad Rosse te Den Haag met Ter Gast in het huwelijk. Ter Gast werd een bekende Nederlandse schimmenspeler en decoratieschilder. Het echtpaar kreeg drie kinderen.
Ter Gast en Rosse betrokken een door broer Herman Rosse ontworpen en in 1911 gebouwde woning annex atelier aan het Smidswater 25 in Den Haag. De daar gehouden uitbundige soirees voor collega kunstenaars werden een begrip in Den Haag. Haar atelier was gevestigd op een bovenverdieping. Na de Tweede Wereldoorlog verhuisde het echtpaar naar de Nieuwe Uitleg 20 te Den Haag.
Kort na haar huwelijk ging zij met Frans Ter Gast naar de Académie Colarossi te Parijs. Eind jaren ’30 keerde zij terug naar de Koninklijke Academie van Beeldende Kunsten toen zij haar schilderpraktijk na de opvoeding van haar kinderen weer oppakte en kreeg les van onder anderen Henk Meijer en A. de Heij.

## Werk
Haar expressionistische schilderijen in olieverf met landschappen en portretten en een enkele aquarel worden met regelmaat en vooral in groeps- en verenigingsverband, geëxposeerd. Inspiratie voor de landschappen deed zij vooral op rondom Den Haag als wel na de Tweede Wereldoorlog te Heeze, waar haar dochter Lizzy woonachtig was. Op tekenavonden van Pulchri Studio werkt zij ook met crayon. Haar bewondering voor Vincent van Gogh is in veel van haar werk terug te vinden. 
In de jaren ’30 werd zij lid van het Nederlands Kunstenaars Collectief O.D.I.S (vrouwenvereniging Ons Doel Is Schoonheid). Op 9 juli 1939 werd zij lid van de vereniging 'De Onafhankelijken' en vanaf 3 december 1945 werkend lid van Pulchri Studio.
Naast schilderen heeft Rosse ook toegepaste kunst gemaakt. Rosse ontwierp in 1913 een aanplakbiljet voor de expositie "De Vrouw – 1813 - 1913". In 1915 ontwierp zij voor de H.B.S. in de 3e van de Boschstraat 22 te Den Haag wanddecoraties en de schoolklok  en in 1916 de huisstijl, met o.a. een sluitzegel en promotiekaart voor de N.A.O.R. (Nederlandsche Anti Oorlogsch Raad) te Den Haag.
In 1959, 1961 en 1963 bezocht Rosse Festung Hohensalzburg om de zomercursussen te volgen bij Oskar Kokoschka. Nadien maakte zij diverse aquarellen in de geest van deze kunstenaar. In een interview dat op 30 augustus 1963 in Het Vaderland werd gepubliceerd zegt Suze hierover: "Kokoscha dwingt zijn volgelingen tot het maken van schetsen naar model, die precies 15 minuten duren. ‘Morgens maak ik er dan negen en ’s middags zes". En over haar landschappen: "Sommigen van mijn landschappen zijn intens verweven met een diep religieus gevoel. Ik heb ook een groot gevoel van saamhorigheid met het primitieve boerenleven. En in de duinen kan ik soms sterk onder de indruk komen van ons één zijn met de natuur."

## Tentoonstellingen
Rosse heeft met name geëxposeerd in groepsverband in de verenigingen waar ze lid van was, Pulchri Studio, De Onafhankelijken en ODIS. Deze jaarlijkse exposities vonden onder meer plaats in musea als Panorama Mesdag in Den Haag en het Stedelijk Museum in Amsterdam.

## Galerij

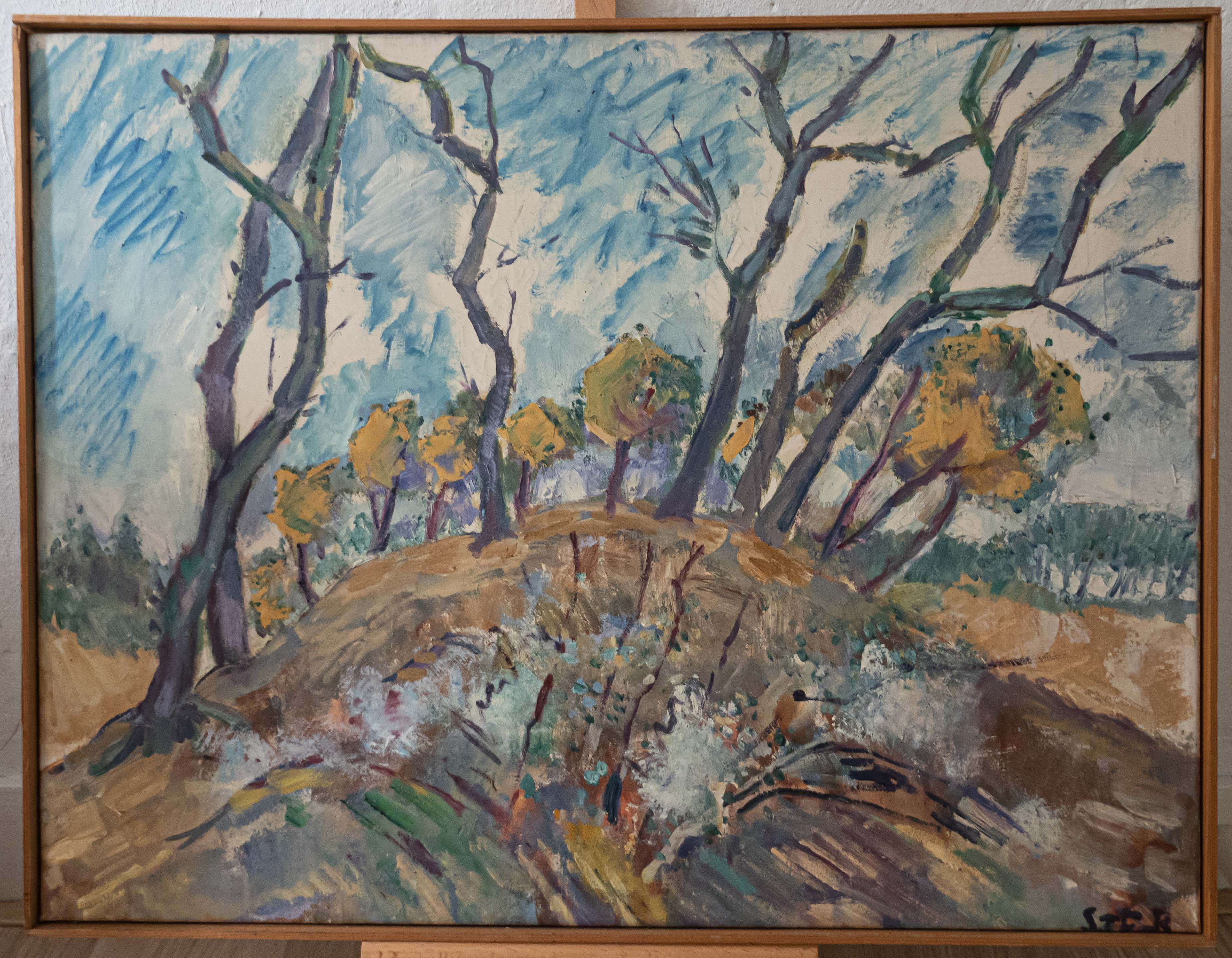
Landschap - De schietberg te Heeze (ca. 1958)
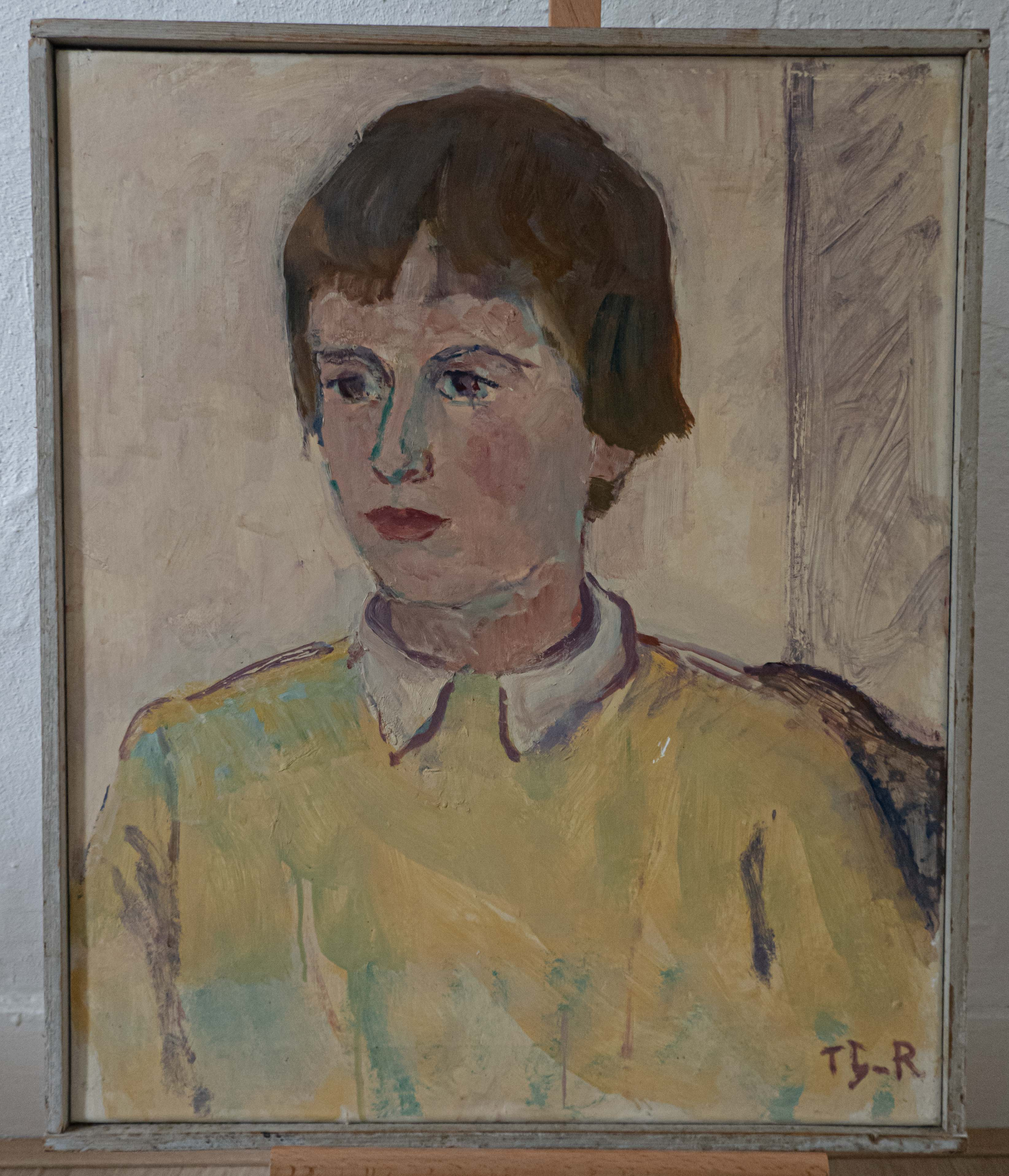
Portret kleindochter Marty Basart (ca. 1958)
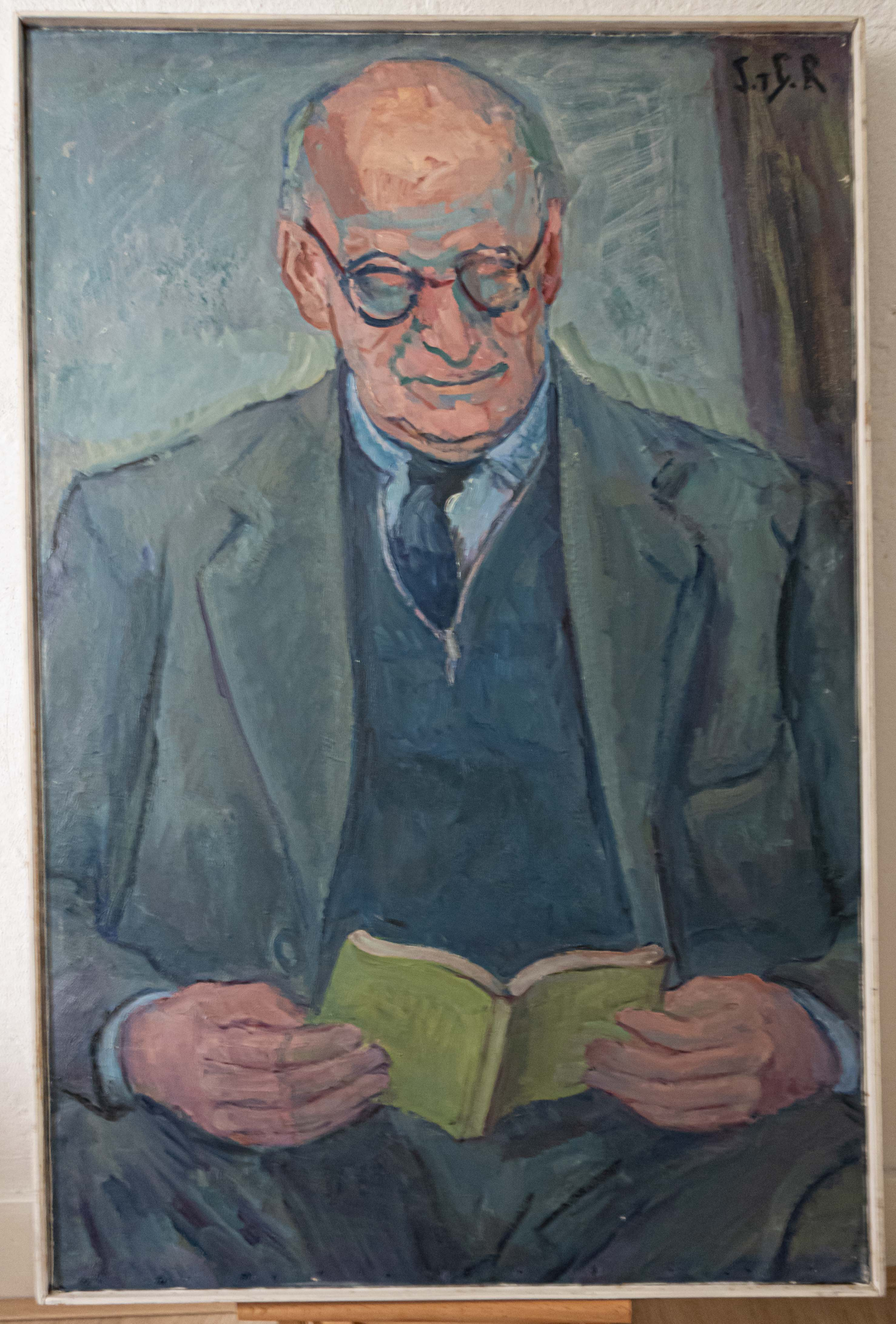
Portret Frans ter Gast - Echtgenoot en beeldend kunstenaar en schimmenspeler (ca. 1958)